# Marcq (Ardenas)
Marcq é uma comuna francesa na região administrativa de Grande Leste, no departamento das Ardenas. Estende-se por uma área de 10,61 km². Em 2010 a comuna tinha 102 habitantes (densidade: 9,6 hab./km²).